# Charles Frédéric Gerhardt
Charles Frédéric Gerhardt (Strasburgo, 21 agosto 1816 – Strasburgo, 19 agosto 1856) è stato un chimico francese.

## Biografia
Dopo aver studiato in varie città tedesche (Karlsruhe, Lipsia, Gießen e Dresda) nel 1838 arriva a Parigi e nel 1841 a Montpellier dove diventò professore di chimica nel 1844. Dopo alcune sue pubblicazioni decide di aprire una propria scuola di chimica (chiamata di chimica pratica) a Parigi ma non ebbe molta fortuna. Noto per alcuni suoi lavori sugli acidi; in particolare per aver sintetizzato l'acido acetilsalicilico e per il suo trattato di chimica.

## Opere
La sua opera più importante è stata: Traité de Chimie Organique, Opera in quattro volumi. Parigi.